# Garra theunensis
Garra theunensis är en fiskart som beskrevs av Kottelat, 1998. Garra theunensis ingår i släktet Garra och familjen karpfiskar. IUCN kategoriserar arten globalt som livskraftig. Inga underarter finns listade i Catalogue of Life.